# Список президентов Франции

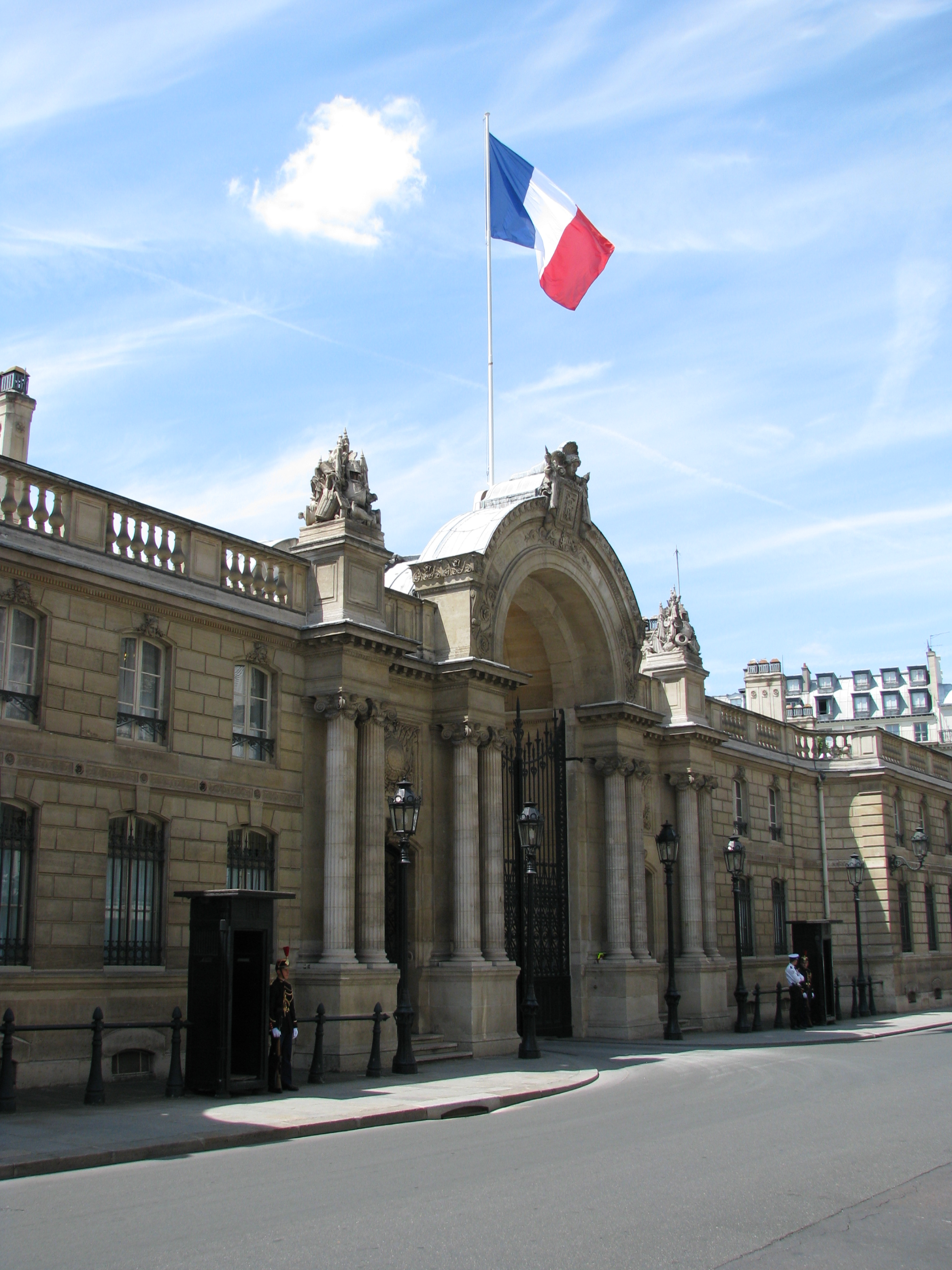
Ворота Елисейского дворца с улицы Фобур Сент-Оноре

Список президентов Франции включает всех лиц, занимавших должность президента Франции (официально президе́нт Францу́зской Респу́блики, фр. Président de la République Française; часто сокращается как президе́нт респу́блики) — главы государства во Французской Республике. В отличие от периода Первой республики, когда во главе государства стояли различные коллегиальные органы, последующие республиканские конституции устанавливали пост президента республики (конституция 1848 года, оформившая режим Второй республики, конституционные законы 1875 года, лежавшие в основе устройства Третьей республики, конституция 1946 года, провозгласившая Четвёртую республику, и действующая конституция 1958 года, являющаяся основным законом Пятой республики).
В случае, когда персона получила повторные полномочия последовательно за первоначальными, раздельно отражается каждый такой срок (например, два последовательных срока полномочий Шарля де Голля в 1959—1969 годах). Дополнительно отражены лица, временно исполнявшие обязанности президента; если вслед за этим они были избраны на пост президента (например, Александр Мильеран в 1920 году), эти периоды показаны раздельно. В столбце «Выборы» отражены состоявшиеся выборные процедуры. В случае, если президент или исполняющий обязанности президента получил полномочия без таковых, столбец не заполняется. Использованная в первых столбцах таблиц нумерация является условной, также условным является использование в первых столбцах таблиц цветовой заливки, служащей для упрощения восприятия принадлежности лиц к различным политическим силам без необходимости обращения к столбцу, отражающему партийную принадлежность. Наряду с партийной принадлежностью, в столбце «Партия» также отражён внепартийный (независимый) статус персоналий.
Для удобства список разделён на принятые во французской историографии периоды истории страны. Приведённые в преамбулах к каждому из разделов описания этих периодов призваны пояснить особенности политической жизни.

## Вторая республика
Вторая республика (фр. Deuxième République) — период французской истории с 1848 по 1852 годы. После революции 1848 года, отречения и бегства Луи-Филиппа I, у власти находилось временное правительство. Созванное для выработки конституции национальное учредительное собрание (фр. Assemblée nationale constituante) завершило работу по её созданию 4 ноября 1848 года. В соответствии с ней 10 декабря 1848 года прошли выборы президента республики; в них победил и 20 декабря 1848 года вступил в должность принц Луи-Наполеон Бонапарт, племянник Наполеона I. 2 декабря 1851 года посредством плебисцита он получил исключительные полномочия, а через год, 2 декабря 1852 года, провозгласил себя императором под именем Наполеона III; на этом Вторая республика прекратила существование, и началась Вторая французская империя.
|        | Портрет | Имя (годы жизни) | Полномочия      | Полномочия     | Выборы | Пр.                       |
| Начало | Портрет | Имя (годы жизни) | Окончание       |                | Выборы | Пр.                       |
| ------ | ------- | --- | --------------- | -------------- | ------ | ------------------------- |
| 1      |         | Луи-Наполеон Бонапарт (1808—1873) фр. Louis-Napoléon Bonaparte (урожд. Шарль-Луи Наполеон Бонапарт фр. Charles-Louis Napoléon Bonaparte) | 20 декабря 1848 | 2 декабря 1852 | 1848   | [ 8 ] [ 9 ] [ 10 ] [ 11 ] |

## Третья республика
Третья республика (фр. Troisième République) — политический режим, существовавший во Франции с 4 сентября 1870 года по 10 июля 1940 года. Его формированию способствовало то, что после битвы при Седане в ходе франко-прусской войны император Наполеон III 2 сентября 1870 года сдался в плен. На заседании законодательного корпуса в ночь с 3 на 4 сентября Жюль Фавр предложил низложить императора и избрать временное правительство. Утром ворвавшейся в парламент толпой была провозглашена республика и назначено «правительство национальной обороны». После капитуляции Парижа (28 января 1871 года) правительство, с согласия немцев, провело 8 февраля выборы в национальное собрание, которое 17 февраля 1871 года избрало «главой исполнительной власти французской республики» Адольфа Тьера, а 31 августа 1871 года — утвердило его президентом республики.
11 июля 1940 года, после поражения Франции и оккупации большей её части Германией, президент Альбер Лебрен был отрешён от власти Национальным собранием, созванным в Виши и передавшим власть и полномочия главы государства маршалу Анри-Филиппу Петену, что означало де-факто конец Третьей республики и установление коллаборационистского режима Виши.
Конституционный закон от 25 февраля 1875 года содержал правило о порядке замещения вакансии на посту президента:
Артикул 7. В случае возникновения вакансии в результате смерти или по какой-либо другой причине обе палаты незамедлительно приступают к избранию нового президента. В этот период исполнительной властью наделяется Совет министров.
Оригинальный текст (фр.)Article 7. En cas de vacance par décès ou pour toute autre cause, les deux chambres procèdent immédiatement à l'élection d'un nouveau Président. Dans l'intervalle, le Conseil des ministres est investi du pouvoir exécutif.
— Lois constitutionnelles de 1875
Поскольку конечную ответственность за все действия Совета министров и право подписи от его имени возлагались на возглавляющее его лицо, в обобщающих источниках замещающим вакансию главы государства лицом обычно указывается не Совет министров как коллегиальный орган, а возглавляющий его президент Совета (фр. Président du Conseil des ministres).
|             | Портрет                                | Имя (годы жизни) | Полномочия       | Полномочия       | Партия                                                                          | Выборы        | Пр.                         |
| Начало      | Портрет                                | Имя (годы жизни) | Окончание        |                  | Партия                                                                          | Выборы        | Пр.                         |
| ----------- | -------------------------------------- | --- | ---------------- | ---------------- | ------------------------------------------------------------------------------- | ------------- | --------------------------- |
| 2           |                                        | Мари-Жозеф-Луи-Адольф Тьер (1797—1877) фр. Marie Joseph Louis Adolphe Thiers                                                                     | 31 августа 1871  | 24 мая 1873      | независимый                                                                     |               | [ 12 ] [ 16 ] [ 17 ] [ 18 ] |
| 3           |                                        | маршал Мари-Эдм-Патрис-Морис, граф де Мак-Магон, герцог де Мажант (1808—1893) фр. Marie Edme Patrice Maurice, Comte de Mac-Mahon, Duc de Magenta | 24 мая 1873      | 30 января 1879   | независимый                                                                     | 1873          | [ 19 ] [ 20 ] [ 21 ] [ 22 ] |
| и. о.       |                                        | Жюль-Арман-Станислас Дюфор (1798—1881) фр. Jules Armand Stanislas Dufaure                                                                        | 30 января 1879   | 30 января 1879   | независимый                                                                     |               | [ 23 ] [ 24 ]               |
| 4 (I—II)    |                                        | Франсуа-Поль-Жюль Греви (1807—1891) фр. François Paul Jules Grévy                                                                                | 30 января 1879   | 30 января 1886   | независимый                                                                     | 1879          | [ 25 ] [ 26 ] [ 27 ]        |
| 4 (I—II)    | 30 января 1886                         | Франсуа-Поль-Жюль Греви (1807—1891) фр. François Paul Jules Grévy                                                                                | 2 декабря 1887   | 1885             | независимый                                                                     |               | [ 25 ] [ 26 ] [ 27 ]        |
| и. о.       |                                        | Морис-Пьер Рувье (1842—1911) фр. Maurice Pierre Rouvier                                                                                          | 2 декабря 1887   | 3 декабря 1887   | независимый                                                                     |               | [ 28 ]                      |
| 5           |                                        | Мари-Франсуа-Сади Карно (1837—1894) фр. Marie François Sadi Carnot                                                                               | 3 декабря 1887   | 25 июня 1894     | независимый                                                                     | 1887          | [ 29 ] [ 30 ] [ 31 ]        |
| и. о. (I)   |                                        | Шарль-Александр Дюпюи (1851—1923) фр. Charles-Alexandre Dupuy                                                                                    | 25 июня 1894     | 27 июня 1894     | независимый                                                                     |               | [ 32 ]                      |
| 6           |                                        | Жан-Поль-Пьер-Казимир Казимир-Перье (1847—1907) фр. Jean Paul Pierre Casimir Casimir-Périer                                                      | 27 июня 1894     | 16 января 1895   | независимый                                                                     | 1894          | [ 33 ] [ 34 ]               |
| и. о. (II)  |                                        | Шарль-Александр Дюпюи (1851—1923) фр. Charles-Alexandre Dupuy                                                                                    | 16 января 1895   | 17 января 1895   | независимый                                                                     |               | [ 32 ]                      |
| 7           |                                        | Феликс-Франсуа Фор (1841—1899) фр. Félix François Faure                                                                                          | 17 января 1895   | 16 февраля 1899  | независимый                                                                     | 1895          | [ 35 ] [ 36 ]               |
| и. о. (III) |                                        | Шарль-Александр Дюпюи (1851—1923) фр. Charles-Alexandre Dupuy                                                                                    | 16 февраля 1899  | 18 февраля 1899  | независимый                                                                     |               | [ 32 ]                      |
| 8           |                                        | Эмиль-Франсуа Лубе (1838—1929) фр. Émile François Loubet                                                                                         | 18 февраля 1899  | 18 февраля 1906  | независимый                                                                     | 1899          | [ 37 ] [ 38 ] [ 39 ]        |
| [ комм. 6 ] | Демократический республиканский альянс | Эмиль-Франсуа Лубе (1838—1929) фр. Émile François Loubet                                                                                         | 18 февраля 1899  | 18 февраля 1906  |                                                                                 | 1899          | [ 37 ] [ 38 ] [ 39 ]        |
| 9           |                                        | Клеман-Арман Фальер (1841—1931) фр. Clément Armand Fallières                                                                                     | 18 февраля 1906  | 18 февраля 1913  | Демократический республиканский альянс → Демократическая республиканская партия | 1906          | [ 40 ] [ 41 ] [ 42 ]        |
| 10          |                                        | Раймон-Никола-Ландри Пуанкаре (1860—1934) фр. Raymond Nicolas Landry Poincaré                                                                    | 18 февраля 1913  | 18 февраля 1920  | Демократическая республиканская партия → Демократический республиканский альянс | 1913          | [ 43 ] [ 44 ] [ 45 ]        |
| 11          |                                        | Поль-Эжен-Луи Дешанель (1855—1922) фр. Paul Eugène Louis Deschanel                                                                               | 18 февраля 1920  | 21 сентября 1920 | Демократическая республиканская и социальная партия                             | 1920 (январь) | [ 46 ] [ 47 ]               |
| и. о.       |                                        | Этьен-Александр Мильеран (1859—1943) фр. Étienne Alexandre Millerand                                                                             | 21 сентября 1920 | 23 сентября 1920 | независимый                                                                     |               | [ 48 ] [ 49 ] [ 50 ]        |
| 12          | 23 сентября 1920                       | Этьен-Александр Мильеран (1859—1943) фр. Étienne Alexandre Millerand                                                                             | 11 июня 1924     | 1920 (сентябрь)  | независимый                                                                     |               | [ 48 ] [ 49 ] [ 50 ]        |
| и. о.       |                                        | Фредерик Франсуа-Марсаль (1874—1958) фр. Frédéric François-Marsal                                                                                | 11 июня 1924     | 13 июня 1924     | Республиканская федерация                                                       |               | [ 51 ]                      |
| 13          |                                        | Пьер-Поль-Анри-Гастон Думерг (1863—1937) фр. Pierre Paul Henri Gaston Doumergue                                                                  | 13 июня 1924     | 13 июня 1931     | Республиканская, радикальная и радикально-социалистическая партия               | 1924          | [ 52 ] [ 53 ] [ 54 ]        |
| 14          |                                        | Жозеф-Атаназ-Поль Думер (1857—1932) фр. Joseph Athanase Paul Doumer                                                                              | 13 июня 1931     | 7 мая 1932       | независимый                                                                     | 1931          | [ 55 ] [ 56 ] [ 57 ]        |
| и. о.       |                                        | Андре-Пьер-Габриель-Амеде Тардьё (1876—1945) фр. André Pierre Gabriel Amédée Tardieu                                                             | 7 мая 1932       | 10 мая 1932      | Демократический альянс                                                          |               | [ 58 ]                      |
| 15 (I—II)   |                                        | Альбер-Франсуа Лебрен (1871—1950) фр. Albert François Lebrun                                                                                     | 10 мая 1932      | 10 мая 1939      | Демократический альянс                                                          | 1932          | [ 59 ] [ 60 ]               |
| 15 (I—II)   | 10 мая 1939                            | Альбер-Франсуа Лебрен (1871—1950) фр. Albert François Lebrun                                                                                     | 11 июля 1940     | 1939             | Демократический альянс                                                          |               | [ 59 ] [ 60 ]               |

## Четвёртая республика
Четвёртая республика (фр. Quatrième République) — политический режим, существовавший во Франции с 27 октября 1946 года по 4 октября 1958 года. В сентябре 1946 года Учредительное собрание, избранное 2 июня 1946 года, приняло проект конституции, затем одобренный на референдуме 13 октября 1946 года. Конституция установила парламентский строй со слабой властью президента республики. В 1958 году на волне алжирского кризиса правительство возглавил Шарль де Голль, инициировавший конституционную реформу с установлением президентской республики. 4 октября 1958 года новая конституция была принята после одобрения её текста на референдуме. Этим была завершена история Четвёртой республики и начался период Пятой республики.
|        | Портрет | Имя (годы жизни)                                              | Полномочия     | Полномочия     | Партия                                     | Выборы | Пр.                  |
| Начало | Портрет | Имя (годы жизни)                                              | Окончание      |                | Партия                                     | Выборы | Пр.                  |
| ------ | ------- | ------------------------------------------------------------- | -------------- | -------------- | ------------------------------------------ | ------ | -------------------- |
| 16     |         | Жюль-Венсан Ориоль (1884—1966) фр. Jules Vincent Auriol       | 16 января 1947 | 16 января 1954 | Французская секция Рабочего интернационала | 1947   | [ 62 ] [ 63 ] [ 64 ] |
| 17     |         | Жюль-Гюстав-Рене Коти (1882—1962) фр. Jules Gustave René Coty | 16 января 1954 | 8 января 1959  | Национальный центр независимых и крестьян  | 1954   | [ 65 ] [ 66 ] [ 67 ] |

## Пятая республика
Пятая республика (фр. Cinquième République) — политический режим, существующий во Франции с 4 октября 1958 года, даты принятия новой конституции после одобрения её текста на референдуме. Конституцией был значительно увеличен объём президентских полномочий, в ущерб полномочиям Национального собрания. В настоящее время президенту предоставлено право назначения премьер-министра страны без внесения его кандидатуры на обсуждение в парламент, однако сохранена принципиальная ответственность правительства перед Национальным собранием путём вынесения ему вотума недоверия. Согласно статье 16 конституции президент, если «независимость Республики, целостность её территории или выполнение её международных обязательств находится под серьёзной и непосредственной угрозой, а нормальное функционирование государственных институтов прекращено», может временно принять на себя неограниченную власть. В 1958 году была сохранена косвенная система избрания президента, однако его избрание Национальным собранием было заменено избранием специальной коллегией выборщиков, состоявшей из 80 тысяч народных представителей, и только после принятия в 1962 году на референдуме конституционных поправок состоялся переход к прямому и всеобщему голосованию. В 2000 году срок президентских полномочий, составлявший 7 лет (фр. septennat), был уменьшен до 5 (фр. quinquennat).
|            | Портрет       | Имя (годы жизни)                                                                                    | Полномочия     | Полномочия                                                        | Партия | Выборы | Пр. |
| Начало     | Портрет       | Имя (годы жизни)                                                                                    | Окончание      |                                                                   | Партия | Выборы | Пр. |
| ---------- | ------------- | --------------------------------------------------------------------------------------------------- | -------------- | ----------------------------------------------------------------- | --- | ------ | --- |
| 18 (I—II)  |               | генерал Шарль-Андре-Жозеф-Мари де Голль (1890—1970) фр. Charles André Joseph Marie de Gaulle        | 8 января 1959  | 8 января 1966                                                     | Союз за новую республику | 1958   | [ 68 ] [ 69 ] [ 70 ] |
| 18 (I—II)  | 8 января 1966 | генерал Шарль-Андре-Жозеф-Мари де Голль (1890—1970) фр. Charles André Joseph Marie de Gaulle        | 28 апреля 1969 | Союз за новую республику → Союз демократов в поддержку республики | 1965 |        | [ 68 ] [ 69 ] [ 70 ] |
| и. о. (I)  |               | Ален-Эмиль-Луи-Мари Поэр (1909—1996) фр. Alain Émile Louis Marie Poher                              | 28 апреля 1969 | 20 июня 1969                                                      | Демократический центр |        | [ 71 ] [ 72 ] |
| 19         |               | Жорж-Жан-Раймон Помпиду (1911—1974) фр. Georges Jean Raymond Pompidou                               | 20 июня 1969   | 2 апреля 1974                                                     | Союз демократов в поддержку республики                                                                                           | 1969   | [ 73 ] [ 74 ] [ 75 ] |
| и. о. (II) |               | Ален-Эмиль-Луи-Мари Поэр (1909—1996) фр. Alain Émile Louis Marie Poher                              | 2 апреля 1974  | 27 мая 1974                                                       | Демократический центр |        | [ 71 ] [ 72 ] |
| 20         |               | Валери-Рене-Мари-Жорж Жискар д’Эстен (1926—2020) фр. Valéry René Marie Georges Giscard d’Éstaing    | 27 мая 1974    | 21 мая 1981                                                       | Национальная федерация независимых республиканцев → Республиканская партия с 1978 года в составе Союза за французскую демократию | 1974   | [ 76 ] [ 77 ] [ 78 ] |
| 21 (I—II)  |               | Франсуа-Морис-Адриен-Мари Миттеран (1916—1996) фр. François Maurice Adrien Marie Mitterrand         | 21 мая 1981    | 21 мая 1988                                                       | Социалистическая партия | 1981   | [ 79 ] [ 80 ] [ 81 ] |
| 21 (I—II)  | 21 мая 1988   | Франсуа-Морис-Адриен-Мари Миттеран (1916—1996) фр. François Maurice Adrien Marie Mitterrand         | 17 мая 1995    | 1988                                                              | Социалистическая партия |        | [ 79 ] [ 80 ] [ 81 ] |
| 22 (I—II)  |               | Жак-Рене Ширак (1932—2019) фр. Jacques René Chirac                                                  | 17 мая 1995    | 17 мая 2002                                                       | Объединение в поддержку республики                                                                                               | 1995   | [ 82 ] [ 83 ] [ 84 ] [ 85 ] |
|            | 17 мая 2002   | Жак-Рене Ширак (1932—2019) фр. Jacques René Chirac                                                  | 16 мая 2007    | Союз за народное движение                                         | 2002 |        | [ 82 ] [ 83 ] [ 84 ] [ 85 ] |
| 23         |               | Николя-Поль-Стефан Саркози де Надь-Боча (род. 1955) фр. Nicolas Paul Stéphane Sárközy de Nagy-Bócsa | 16 мая 2007    | Союз за народное движение                                         | 15 мая 2012 | 2007   | [ 86 ] [ 87 ] [ 88 ] [ 89 ] |
| 24         |               | Франсуа-Жерар-Жорж-Никола Олланд (род. 1954) фр. François Gérard Georges Nicolas Hollande           | 15 мая 2012    | 14 мая 2017                                                       | Социалистическая партия | 2012   | <ref>Олланд : [арх. 13 ноября 2020] // Большая российская энциклопедия : [в 35 т.] / гл. ред. Ю. С. Осипов. — М. : Большая российская энциклопедия, 2004—2017.</ref> |
| 25 (I—II)  |               | Эмманюэль-Жан-Мишель-Фредерик Макрон (род. 1977) фр. Emmanuel Jean-Michel Frédéric Macron           | 14 мая 2017    | 7 мая 2022                                                        | Вперёд, Республика! | 2017   | [ 92 ] [ 93 ] [ 94 ] [ 95 ] |
| 25 (I—II)  | 7 мая 2022    | Эмманюэль-Жан-Мишель-Фредерик Макрон (род. 1977) фр. Emmanuel Jean-Michel Frédéric Macron           | действующий    | Возрождение                                                       | 2022 |        | [ 92 ] [ 93 ] [ 94 ] [ 95 ] |